# Moissei Markowitsch Charitonow
Moissei Markowitsch Charitonow (russisch Моисей Маркович Харитонов; * 17. Februarjul. / 1. März 1887greg. in Nikolajew, Gouvernement Cherson, Russisches Kaiserreich; † 1948) war ein sowjetischer Politiker.

## Leben
Charitonow wurde 1905 Mitglied der Russischen Sozialdemokratischen Arbeiterpartei. 1912 war er in Zürich als Student der Rechte gemeldet und Leiter der dortigen Exil-Parteigruppe. 1915 nahm er an der Berner Konferenz der Auslandssektionen der Partei teil.
Ab Herbst 1915 hatte er Kontakt mit Wladimir Iljitsch Lenin, mit dem er im April 1917 nach Russland zurückkehrte. Er wurde Gouvernementssekretär der Kommunistischen Partei und 1923 Mitglied des Zentralkomitees. Ab 1925 ging er in Opposition zu Josef Stalin, 1927 und erneut 1935 wurde er aus der Partei ausgeschlossen.
Charitonow fiel dem stalinistischen Terror zum Opfer. Er starb nach langer Haft 1948 in einem Straflager.